# 秀源寺 (蓮田市)
秀源寺（しゅうげんじ）は、埼玉県蓮田市にある曹洞宗の寺院。

## 歴史
創建年代は不明である。かつては「蒼梧寺」と称していたが、火災により全焼し、廃寺状態になった。江戸時代初期に富田吉右衛門が、主の伊奈忠次の追善供養として、現在の秩父市にある清泉寺の住職長山賢道を招いて当寺を中興した。忠次は1610年（慶長15年）の没で、賢道も1614年（慶長19年）の寂であるため、中興されたのはこの間ということになる。この際に「秀源寺」に改称された。寺号の由来は忠次の戒名の「秀誉源長大居士」から採られている。
現在の当寺の本尊は釈迦如来であるが、かつては五智如来であった。運慶の作といわれていたが、1897年（明治30年）の火災で焼失した。

## 交通アクセス
- 羽貫駅より徒歩38分。